# Лори (остров)
Остров Лори (англ. Laurie Island, исп. isla Laurie) — остров в Антарктике, второй по величине остров архипелага Южные Оркнейские острова и самый восточный из них. На острова архипелага претендуют Аргентина (рассматривающая их как часть Аргентинской Антарктики) и Великобритания, включающая их в состав Британской антарктической территории. Тем не менее, в настоящее время все территориальные претензии заморожены, так как на острова с 1959 года распространяется действие Договора об Антарктике. Мыс Бьюкенен-Поинт на северо-восточной оконечности острова Лори и мыс Уитсон на его южном побережье включены в перечень ключевых орнитологических территорий.
Всё население острова (17 человек зимой, 45 летом) сосредоточено на аргентинской научно-исследовательской станции «Оркадас». Это старейшее постоянное поселение в Антарктике, существующее с 1904 года.

## География

Остров Лори

Площадь острова равна приблизительно 86 км², протяжённость с востока на запад составляет 22 км, с севера на юг — 7 км. Остров Лори состоит из двух практически отдельных островов разной площади, соединённых узким перешейком между заливом Скоша и бухтой Уругвай. У каждого из них имеются собственные полуострова, меньшие по площади. Наивысшая точка острова — 940 метров над уровнем моря.
Западная часть острова Лори, меньшая по площади, имеет два полуострова: Маккензи и Моссман. На его северной оконечности находится мыс Робертсон (назван в честь капитана судна Шотландской национальной антарктической экспедиции «Скоша» Томаса Робертсона). Самой восточной точкой острова Лори является мыс Дандас на полуострове Ферье.

## Геология и климат
Остров Лори сформировался в силурийский период и полностью состоит из наносов. Шотландская национальная антарктическая экспедиция, изучавшая, в частности, геологическое строение острова, отметила наличие граптолитов к западу от мыса Дандас, на острове, получившем название «Остров граптолита».
На острове Лори регулярно дуют западные и северо-западные ветра. Как и на всех островах Антарктиды, температура подвержена резким колебаниям. Так, эффект Фён, северный ветер, может повысить температуру на 20° C в течение нескольких десятков минут.

### Наблюдения базы «Оркадас»

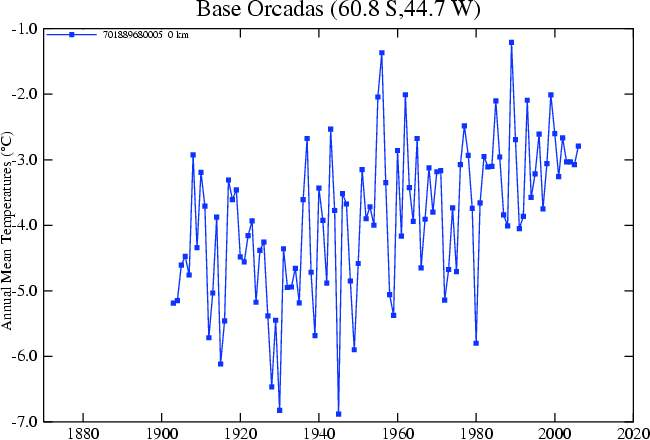
Среднегодовая температура на базе «Оркадас» 1901—2007 гг.

Приведенные ниже данные основаны на наблюдениях базы «Оркадас» до августа 2010 года:
| Показатель | Янв. | Фев. | Март | Апр. | Май   | Июнь  | Июль | Авг.  | Сен.  | Окт.  | Нояб. | Дек. | Год   |
| --- | ---- | ---- | ---- | ---- | ----- | ----- | ---- | ----- | ----- | ----- | ----- | ---- | ----- |
| Абсолютный максимум, °C | 9,6  | 8,7  | 9,6  | 7,1  | 7,6   | 6,8   | 6,5  | 6,0   | 6,8   | 9,3   | 8,4   | 15,2 | 15,2  |
| Средний суточный максимум, °C | 2,7  | 3,2  | 2,3  | 0,1  | −1,8  | −4,1  | −4,9 | −4,1  | −1,9  | −0,4  | 1,9   | 2,7  | 0,36  |
| Средняя температура, °C | 1,0  | 1,3  | 0,6  | −2,1 | −4,4  | −7,6  | −8,9 | −7,7  | −5,2  | −3,5  | −0,9  | 0,4  | −3,08 |
| Средний суточный минимум, °C | −0,5 | −0,3 | −1,1 | −4,4 | −7    | −11,5 | −13  | −11,7 | −8,8  | −6,4  | −2,9  | −1,1 | −3,08 |
| Абсолютный минимум, °C | −5,4 | −7,5 | −10  | −24  | −29,8 | −39,8 | −36  | −44   | −30,8 | −24,4 | −13,5 | −6,6 | −44   |
| Норма осадков, мм | 43,9 | 73,5 | 73,0 | 73,4 | 62,6  | 52,1  | 44,8 | 51,6  | 48,0  | 48,2  | 44,7  | 46,4 | 662,8 |
| Источник: Datos Estadísticos (Período 1981-1990). Servicio Meteorológico Nacional. Дата обращения: 31 октября 2012. Архивировано 9 апреля 2013 года. BASE ORCADAS Climate Normals 1961-1990. National Oceanic and Atmospheric Administration. Дата обращения: 31 октября 2012. |      |      |      |      |       |       |      |       |       |       |       |      |       |

- Средняя относительная влажность: 86 %
- Средняя скорость ветра: 4,6 м / с
- Среднее атмосферное давление: 992 гПа

Снежный покров сохраняется на острове всю зиму, по крайней мере, на юге. Климатические условия северной части более мягкие.

## Флора и фауна
Флора острова ограничивается некоторыми видами водорослей, которые растут вдоль побережья, а также мхов и лишайников.
Остров Лори является местом питания для многих морских птиц, в том числе наиболее представлен здесь пингвин Адели. К лету на остров прилетают в большом количестве птицы (более 200 000). Остров также является домом для многих кергеленских морских котиков. Исследование, проведенное с января по апрель 1988 года на популяции тюленей полуострова Моссман на острове Лори, показали, что большую часть млекопитающих на острове кормит криль (78,8 %) и рыба. Осенью значимую роль играют кальмары, хотя их доля в питании млекопитающих равна 34,3 %.
Вокруг острова в больших количествах водится гренландская треска.

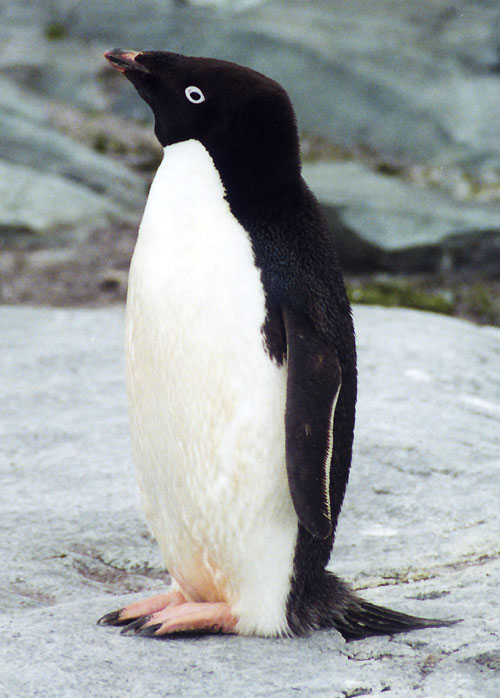
Пингвин Адели
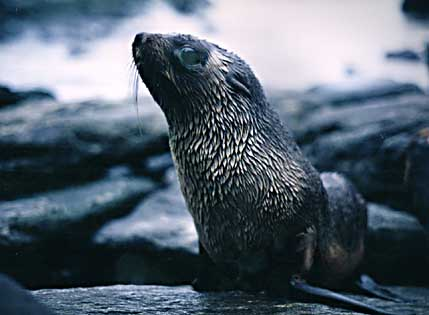
Кергеленский морской котик
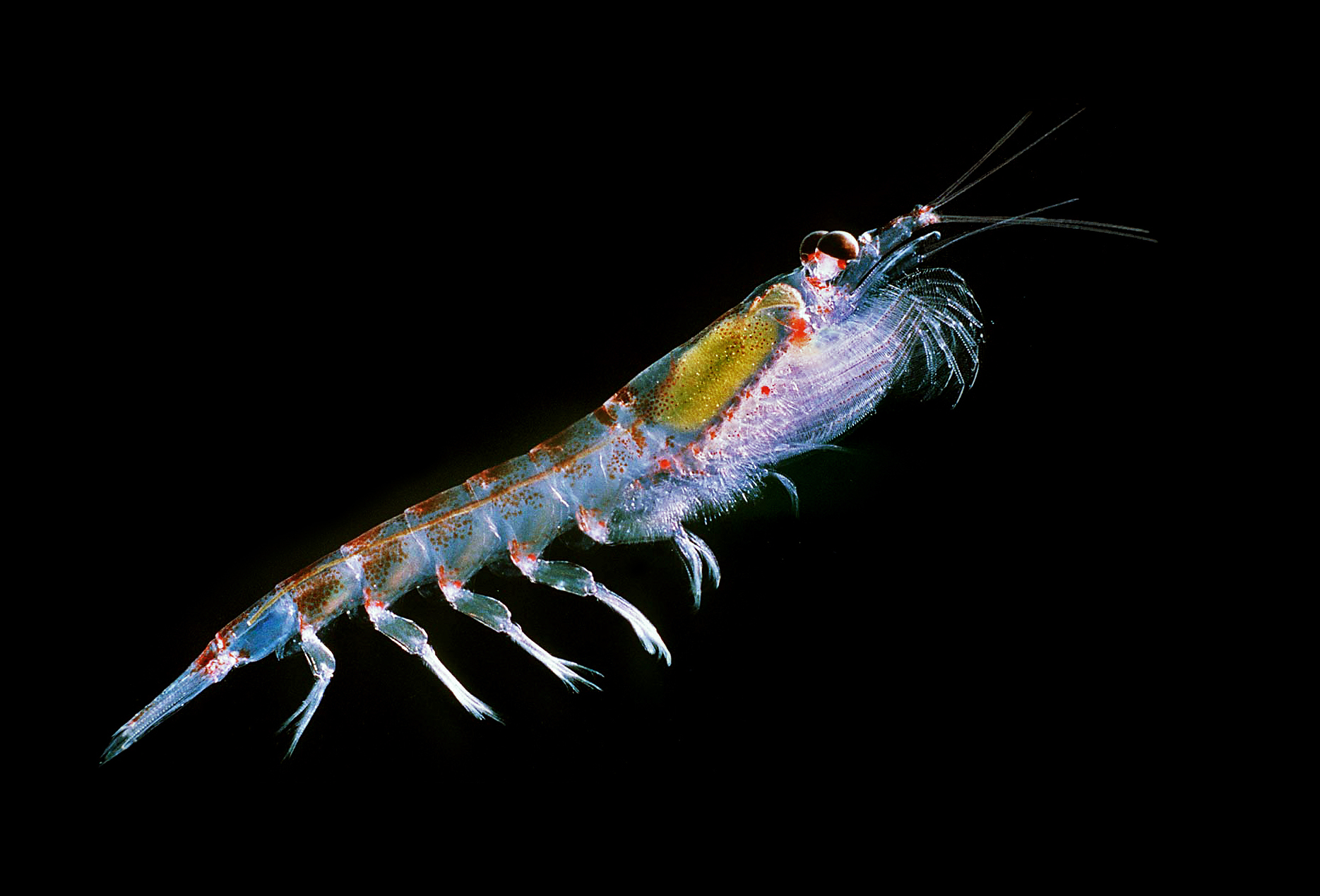
Криль
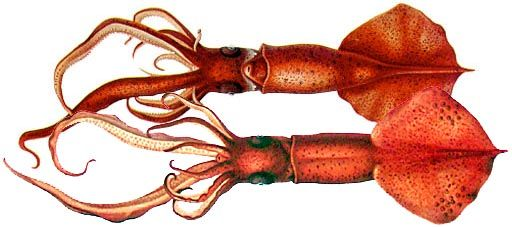
Кальмар
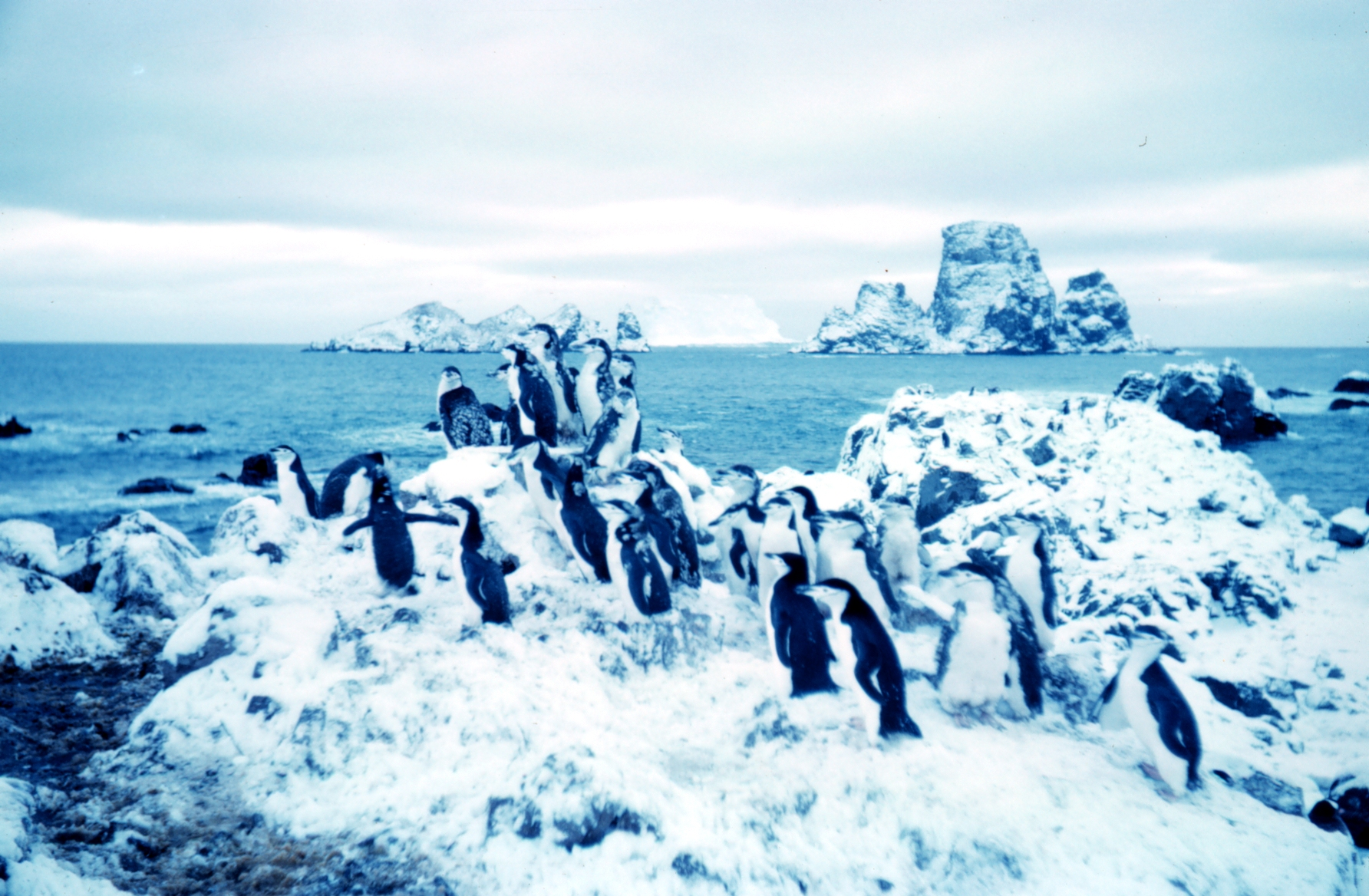
Пингвины Адели на мысе Геддес в 1962 году

## История
Южные Оркнейские острова могли быть открыты испанским мореплавателем Габриэлем де Кастилья (1577 — ок.1620). В XVIII веке в этом районе осуществляли свой промысел китобои разных стран. Официально остров Лори в составе Южных Оркнейских островов был открыт в ноябре 1821 года Джеймсом Уэдделлом, а в декабре того же года — Джорджем Пауэллом на британском китобойном судне и Натаниэлем Палмером на американском китобойном судне.
Остров получил своё название в честь картографа Р. Лори, который в 1822 году опубликовал карту Южных Оркнейских островов, составленную по отчётам плаваний Дж. Пауэлла и Н. Палмера.
Единственное поселение было заложено 26 марта 1903 года членами Национальной шотландской экспедиции под руководством Уильяма Брюса. Экспедиционное судно провело зиму на якорной стоянке близ побережья, а на самом острове была устроена метеорологическая станция «Омонд-хаус», названная в честь директора Эдинбургской обсерватории и спонсора экспедиции Роберта Омонда. Контроль над ней позже был передан Аргентине сроком на один год. Станция, изначально представлявшая собой деревянное строение, была значительно расширена и переименована в «Оркадас». Аргентина, несмотря на давно истёкший срок договора, использует её по сей день.
Обслуживающий персонал базы состоит из 17 человек зимой и 45 летом.

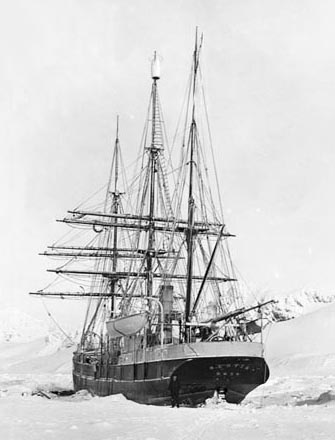
Экспедиционное судно «Скоша» у побережья острова Лори зимой 1903-1904 гг.
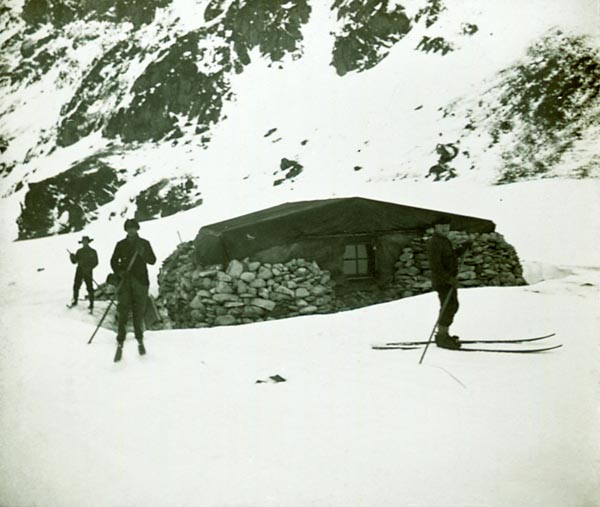
База «Омонд-Хаус» в год своего основания
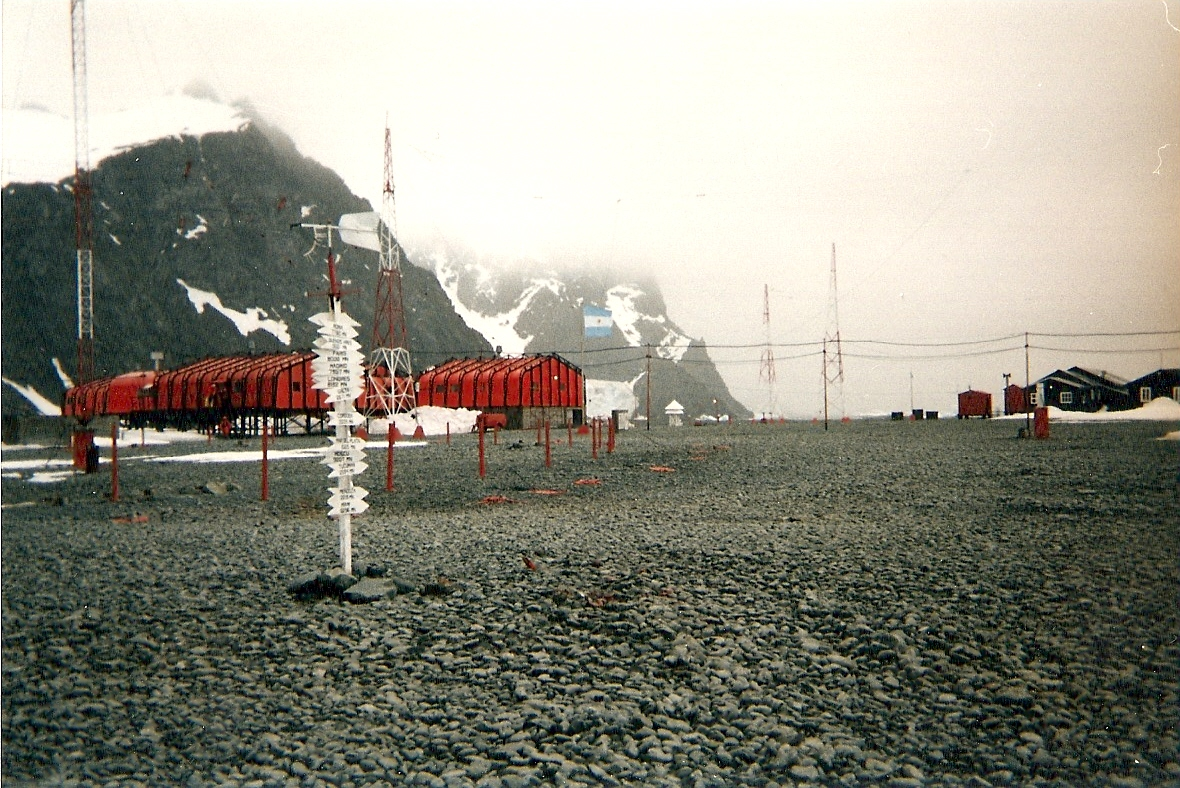
База «Оркадас» в 1996 году